# Real Fábrica de Cristales de La Granja

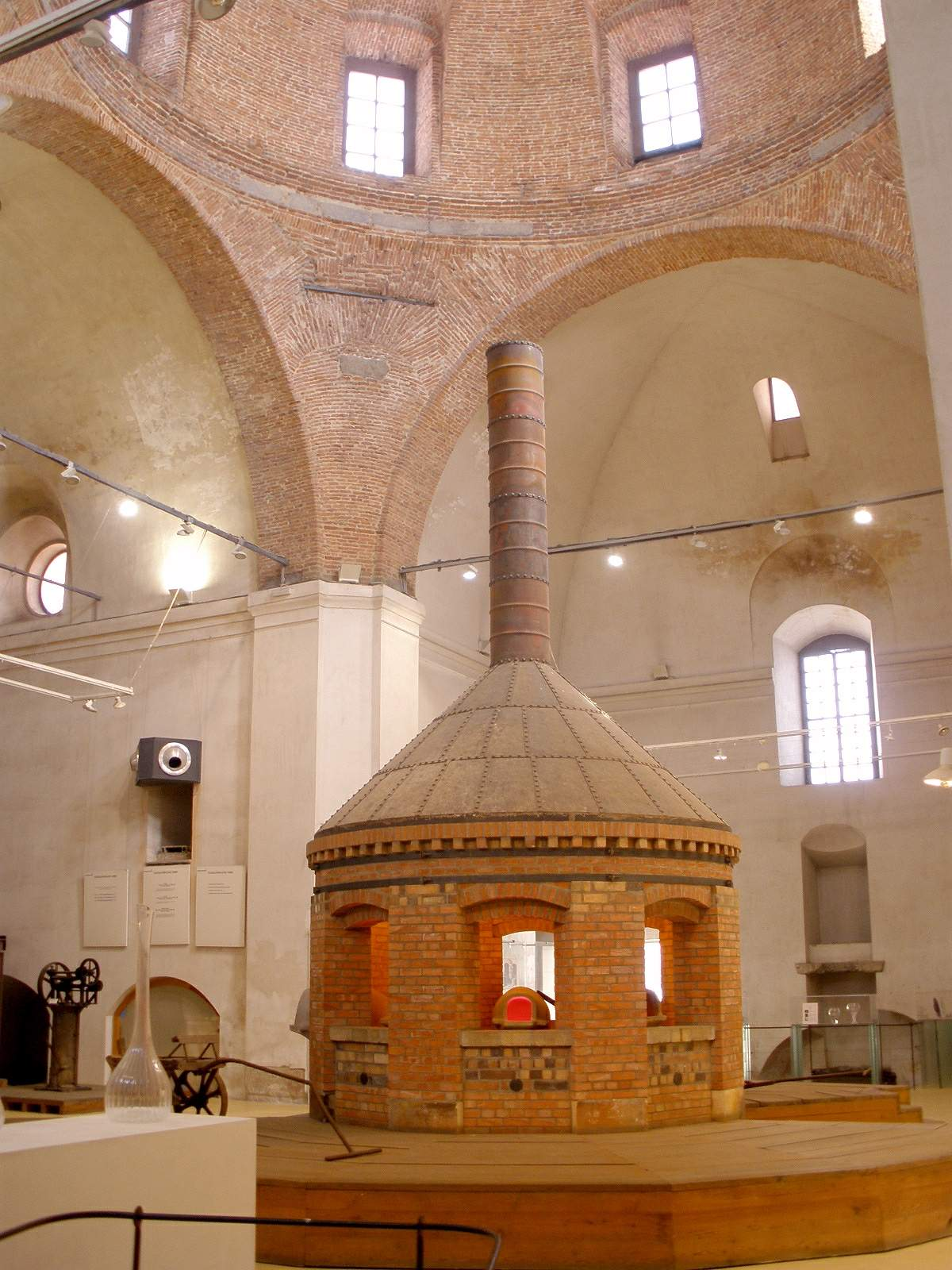
Innenansicht Real Fabrica de Cristales

Die Real Fábrica de Cristales de La Granja ist eine historische königliche Glasmanufaktur in der Stadt San Ildefonso in der Provinz Segovia. Die gesamte Fabrikanlage steht unter Denkmalschutz und wurde 1997 in die Liste Bien de Interés Cultural eingetragen. Die rechteckige Gesamtfläche des Gebäudekomplexes der Real Fábrica de Cristales beträgt rund 24.500 m² und ist heute ein Teil des Museums Museo del Vidrio Segovia.

## Geschichte
Die Glasfabrikation wurde im 17. Jahrhundert im Auftrag des Königs von Spanien Felipe V de Borbón errichtet und fertigte ab 1720 für die Sommerresidenz des Königs, den Palacio Real La Granja de San Ildefonso  die verschiedenen auch farbigen Glasfenster und die zahlreichen Spiegel für die königlichen Paläste. Die erste Schmelzwanne zur Flachglasherstellung hatte eine Abmessung von 3,5 × 2 Meter. 
Im Jahre 1746 begann die Real Fábrica unter der Leitung des französischen Glasmachers Dionisio Sibert auch mit der Herstellung von Trinkglässern, Flaschen und Glasgeschirr. Um 1750 führte der deutsche Glasmacher Johann Eder (1694–1753) die Bleikristallglasherstellung ein. Eder installierte den noch heute erhaltenen Hafenofen um kleine Mengen wie Farbglas, Mundglas oder auch Spezialgläser in kleinen Tiegeln gleichzeitig zu schmelzen. Eder führte auch die Fabrikation hochwertiger farbiger Bleikristallgläser ein, die in sogenannten Überfangtechnik hergestellt wurden. Dabei überzog er transparentes Glas während der Fertigung mit andersfarbigem flüssigem Glas und brachtes es anschließend in Form. Die von Johann Eder in San Ildefonso eingerichtete und geleitete Glasfabrikation, die vom König als „Fábrica de Entrefinos“ bezeichnet wurde, war ein in technologischer wie ökonomischer Hinsicht erfolgreiches Unternehmen, das nach Eders Tod im Jahre 1753 von seinem Sohn Joseph weitergeführt und zu großer Blüte und internationaler Anerkennung gebracht wurde. 
In der Zeit von König Fernando VII. wurde die königliche Glasmanufaktur 1814 weiter ausgebaut und musste jedoch auf Grund der beginnenden industriellen Glasfertigung Ende des 18. Jahrhunderts die handwerkliche Einzelanfertigung der nun teuren Glasbläserei aufgeben.
Im Jahr 1911 wurde die Cooperativa Obrera Esperanza gegründet, die in dem angemieteten Gebäude wieder mit der Herstellung von Flachglas begann. Im Jahr 1963 schließlich, nachdem die Herstellung von Glaswolle auch keine Erfolge brachte, war die Geschichte der Real Fábrica de Cristales de La Granja beendet.

## Heute

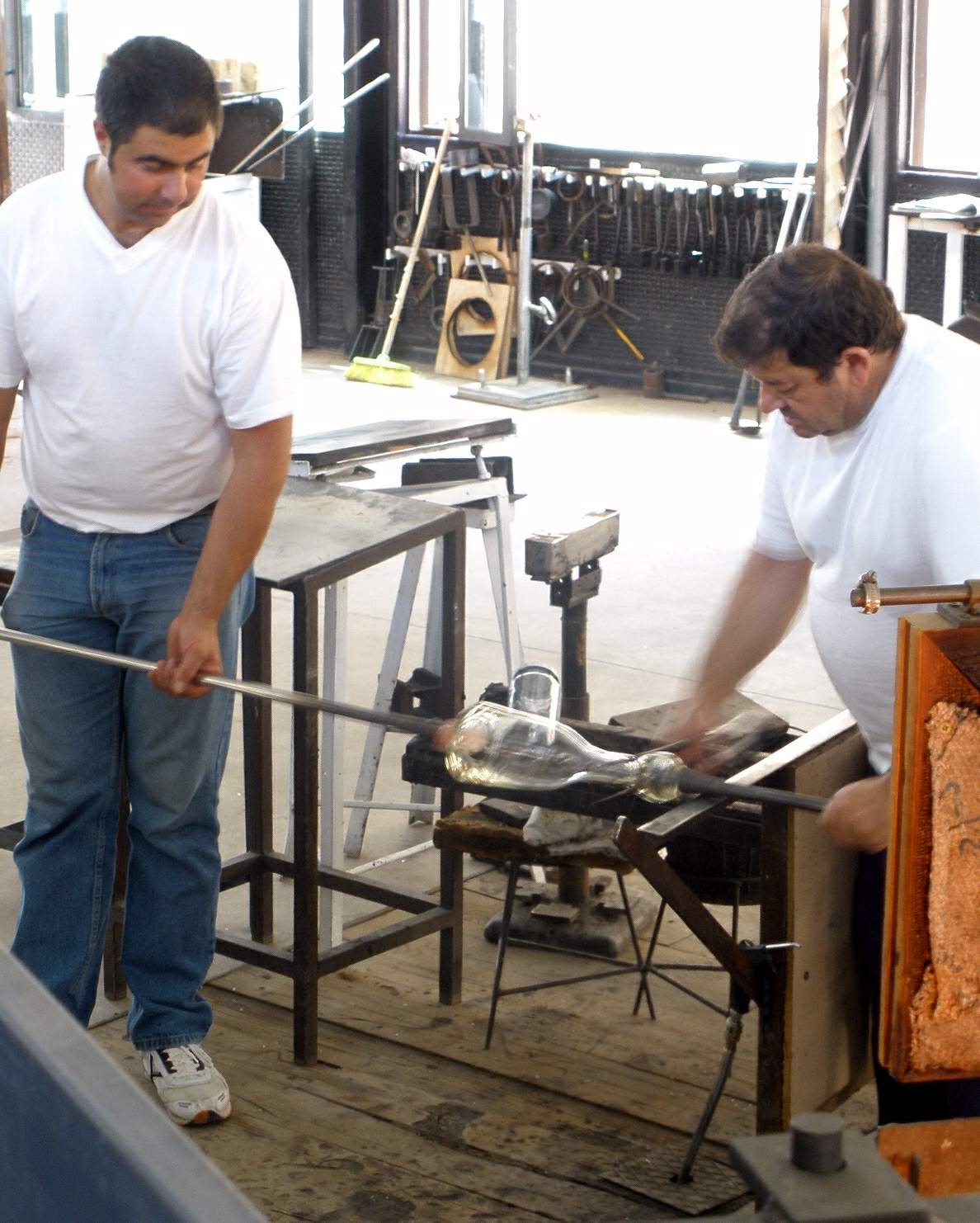
Demonstration Glasherstellung Museo del Vidrio

Seit 1982 ist das ehemalige Gebäude der Real Fábrica de Cristales Sitz der Fundación Centro Nacional de Vidrio mit dem angeschlossenen Glaslabor mit Bibliothek und dem Museo del Vidrio sowie einer Glaswerkstatt Escuela-Taller de Vidrio, in der heute auch die alte traditionelle Kunst der Mundgeblasenen Gläser demonstriert und Kurse gegeben werden. Seit 2007 beherbergt das Gebäude der ehemaligen Glasfabrik auch das Institut IES Penalara und einen Verkaufsraum wo historische Gläser erworben werden können. 

### Escuela-Taller de Vidrio
Die handgefertigten Gläser werden heute manuell von einem Glasbläsermeister nach historischen Formen und nach den gleichen Methoden wie ihre Vorgänger der Royal Glass Factory hergestellt. Die fertigen Stücke sind handgefertigt und weisen Unregelmäßigkeiten auf, die durch die Handarbeit auftreten können.